# Bobrowniki (Szczytna)
Bobrowniki – część miasta Szczytna, położona w województwie dolnośląskim, w powiecie kłodzkim, w gminie Szczytna.

## Położenie
Bobrowniki to dawna wieś letniskowa a obecnie część Szczytnej, leżąca na północno-zachodnim skraju Gór Bystrzyckich, w dolinie potoków Szklarska Woda i Zajęcznik, na wysokości około 520–600 m n.p.m.

## Podział administracyjny
Dawniej samodzielna wieś i gmina jednostkowa. Od 1945 w Polsce, gdzie ustanowiły gromadę w gminie Szczytna w powiecie lwóweckim w województwie wrocławskim. W związku z reformą administracyjną kraju jesienią 1954 Bobrowniki weszły w skład nowo utworzonej gromady Szczytna. 31 grudnia 1959 gromadę Szczytna zniesiono w związku z nadaniem jej statusu osiedla, przez co Bobrowniki stały się integralną częścią Szczytnej. 1 stycznia 1973 osiedle Szczytna otrzymało status miasta, w związku z czym Bobrowniki zostały obszarem miejskim.
W latach 1975–1998 miejscowość administracyjnie należała do województwa wałbrzyskiego.

## Historia
Bobrowniki powstały na przełomie XVII i XVIII wieku jako wieś na obszarze królewszczyzny. W 1747 roku mieszkało tu 34 zagrodników i chałupników. W drugiej połowie XIX wieku wieś rozwijała się intensywnie i była już wtedy lokalnym ośrodkiem przemysłowym. Było tam wtedy kilka młynów wodnych, a w roku 1880 powstały dwie szlifiernie kryształów i zakład metalowy. Zakłady przemysłowe korzystały z lokalnej elektrowni wodnej, resztki urządzeń spiętrzających wodę zachowały się tam do dziś. Na początku XX wieku miejscowość stała się letniskiem. W 1960 r. Bobrowniki zostały przyłączone do Szczytnej. Obecnie jest to peryferyjne osiedle tego miasta, mające charakter rolniczy. W Starych Bobrownikach, w dolinie potoku Kliniak (dopływie Bystrzycy Dusznickiej) znajduje źródło „Maria”, z którego wypływa szczawa wapniowo-węglanowo-wodoro-żelazista.

## Szlaki turystyczne
Przez Bobrowniki prowadzą dwa szlaki turystyczne:
- ze Szczytnej do Schroniska PTTK „Pod Muflonem”,
- z Polanicy-Zdroju do Schroniska PTTK „Pod Muflonem”, przechodzący powyżej miejscowości.